# ذمار القرن (ذمار)
ذمار القرن هي إحدى قرى الجمهورية اليمنية. تتبع جغرافيا لمحافظة ذمار وإداريًا لمديرية عنس. يبلغ تعداد سكانها 4670 نسمة حسب الإحصاء الذي أجري عام 2004.